# Antifonář

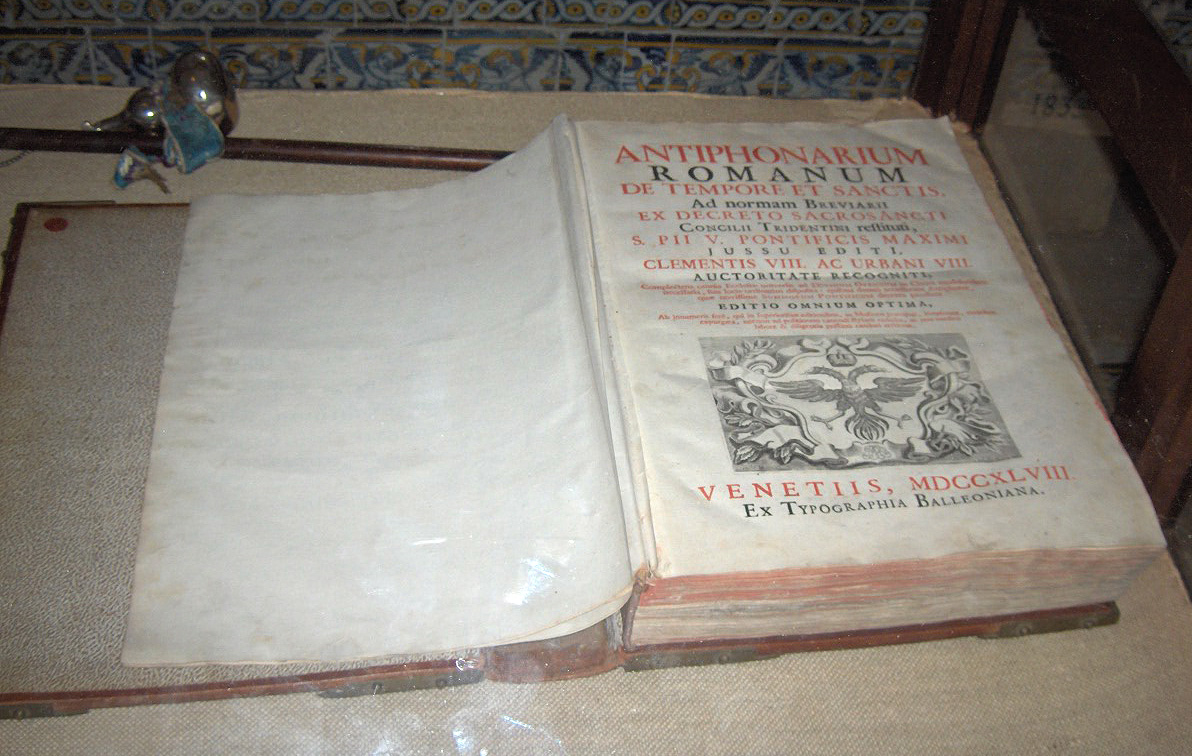
Antifonář z roku 1748

Antifonář (lat. antiphonarium, antiphonale, liber antiphonarius) je jednou z liturgických knih používaných v katolické církvi při denním oficiu, pokud se zpívá. Jde o zpěvník obsahující především melodie těch částí, které mají své vlastní nápěvy (antifony, responsoria).
Tištěné antifonáře potridentského období obvykle obsahují také melodie ostatních zpěvů, které původně bývaly v samostatných zpěvnících (hymny), ale i úplné texty oficia, a jsou tak spíše notovanými breviáři než antifonáři v původním slova smyslu.
Někdy se termín "antifonář" (latinsky často ve slovním spojení antiphonarium missae) používá také k označení zpěvníku se zpěvy mešního propria, tedy graduálu.